# 新庄局
新庄局（しんじょうのつぼね、天文2年（1533年） - 慶長11年12月11日（1607年1月9日））は、戦国時代から江戸時代初期にかけての女性。熊谷信直の次女。吉川元春の正室。法名は慈光院窓玉芳珪。その他の呼び名は、大はうさま・慈光院・いわくに。

## 生涯
安芸国の国人領主・熊谷信直の次女として生まれる。
天文16年（1547年）に毛利元就の次男・吉川元春と結婚。翌天文17年（1548年）には長男の吉川元長を生み、続いて吉川元棟（後の繁沢元氏）、吉川広家、吉川松寿丸、七尾局（益田元祥室）、雪岩秀梅（吉見元頼室）を生んだ。元々は政略結婚とはいえ、元春は新庄局を深く愛し、他に側室を持つことは無かった。新庄局自身もそんな元春の誠実さに心うたれたのか、元春を誰よりも信頼し、愛した。
勝気な女性であったのか、毛利元就の娘で義姉で宍戸隆家の妻・五龍局と険悪な雰囲気があったらしく、家中の和を望む元就に「三子教訓状」でその事をたしなめられている。また、元就に送った書状は「文章が非常に短く、まるで尼子経久や弘中隆兼の偉そうな書状のようだ」と元就を苦笑させ、五龍局との和解を仲介する書状を送ってきた小早川隆景に対しては返事も送らなかった。しかし、吉川家中では良妻賢母であったようで、元春が息子の広家に送った手紙には「内とわれら二人のひざもと」などと、その家庭のぬくもりを語っている。経言（広家）に宛てた手紙には元春と連名して「われら二人  親ふたり 二人の親」と鮮やかな夫婦の姿を浮きぼりにしている。
天正14年（1586年）に九州へ出陣中の元春、翌天正15年（1587年）に長男の元長と相次いで病死すると、吉川氏の継嗣となった三男の広家に引き取られた。慶長5年（1600年）の関ヶ原の戦いの後は、広家に従って周防国岩国に移住。
慶長11年（1606年）12月11日に死去。岩国の万徳院に葬られたが改葬され、現在、墓所は山口県山口市の瑠璃光寺と山口県岩国市の洞泉寺にある。

## 陰徳太平記と元春夫人の醜女説の成立
香川宣阿による『陰徳太平記』に「白くも頭にあばた面、歩く姿はがにまた・せむし」「世にまたとなき悪女」と書かれており、吉川家家臣の手による書物であるというのに、遠慮もなく無惨であるのは、世評どおり事実であったものであろうといえる。
「形醜くければ、人これをめとらず、父の歎き、またいかばかりぞや」と噂された醜女を、元春みずから「わが望むところは熊谷信直の嫡女なり」と、進んで迎えたとされている。

## 参考資料
- 『芸藩通志』
- 『萩藩閥閲録』
- 防長新聞社山口支社編 編『近世防長諸家系図綜覧』三坂圭治監修、防長新聞社、1966年3月。 NCID BN07835639。OCLC 703821998。全国書誌番号:73004060。国立国会図書館デジタルコレクション